# Tetrameter
Als Tetrámeter (altgr. ‚Vier(faches) Maß‘; lat. Octonarius, vgl. Oktonar) bezeichnet man ein aus vier Doppelfüßen (Dipodien) bestehendes Versmaß. Es kommt in trochäischem, jambischem und anapästischem Rhythmus vor, und zwar sowohl katalektisch als auch akatalektisch, je nachdem, ob der letzte Fuß um eine Silbe verkürzt (katalektisch) oder vollständig (akatalektisch) ist.
Der jambische katalektische Tetrameter findet sich besonders bei den griechischen Lyrikern und Komikern; der trochäische Tetrameter bei den griechischen Dramatikern, den lateinischen Komikern, um eine feierliche Bewegung hervorzubringen, im Pervigilium Veneris sowie in der altspanischen Romanze, schließlich auch in Gedichten Platens (z. B. Das Grab im Busento). Der anapästische (mit einzelnen Spondeen vermischte) Tetrameter wurde von Platen und Prutz, nach dem Vorbild des Aristophanes, für die Chorstrophen ihrer satirischen Komödien verwendet.
Trochäische Tetrameter bilden auch das traditionelle Versmaß der finnischen Volksdichtung, in ihnen wurde z. B. das finnische Nationalepos Kalevala abgefasst.
Beispiel (trochäisch und akatalektisch):
Auch der Frosthauch sprach mir Verse, Regen sandte mir Gesänge,
Andre Weisen brachten Winde, trugen mir die Meereswogen,
Sprüche führten zu die Vögel, Wipfel brachten Zauberworte.

## Sonstiges
Tetrameter heißt auch ein Feldmessinstrument mit vier Skalen.